# Hitia'a O Te Ra
Hitia'a O Te Ra è un comune della Polinesia francese di 8.683 abitanti nell'isola di Tahiti nelle Isole Tuamotu.
Il comune è formato da 4 comuni associati:
- Hitia’a
- Mahaena
- Papenoo
- Tiarei

Il comune è il più elevato della Polinesia francese, dato che raggiunge i 2.241 metri del monte Orohena.